# Guillaume Huybrechts
Guilielmus Joannes Antonius (Guillaume) Huybrechts (Borsbeek, 3 juni 1904 - aldaar, 6 oktober 1969) was een Belgisch politicus voor de CVP.

## Levensloop
Hij groeide op in het gezin van Louis Huybrechts, koster en gemeentesecretaris te Borsbeek. Zelf liep hij school aan het Klein Seminarie te Mechelen en behaalde vervolgens een diploma in de bestuurswetenschappen. Omstreeks 1923 ging hij aan de slag bij de Antwerpse Hypotheekkas. Tijdens de Tweede Wereldoorlog was hij actief bij het katholiek humanitaire DGOG en na de bevrijding hielp hij tal van mensen bij het invullen van hun oorlogsschadedossiers.
Ook was hij politiek actief te Borsbeek. Bij de gemeenteraadsverkiezingen van 1948 werd hij een eerste maal verkozen en onmiddellijk aangesteld tot schepen van Onderwijs. De daaropvolgende legislatuur was hij louter gemeenteraadslid en na de gemeenteraadsverkiezingen van 1958 werd hij wederom schepen. Na de dood van burgemeester Leopold Govaerts volgde hij deze op, een mandaat dat hij zou uitoefenen tot zijn eigen dood. Zelf werd hij opgevolgd als burgemeester door de socialist Staf Staes. 
Zijn uitvaartplechtigheid vond plaats in de Sint-Jacobuskerk te Borsbeek. Een laatste rustplaats kreeg hij op de begraafplaats van Borsbeek.